# Cementocyt
Cementocyt – komórka cementu zęba, posiadająca liczne wypustki skierowane w stronę ozębnej.